# Carl Olof Cronstedt

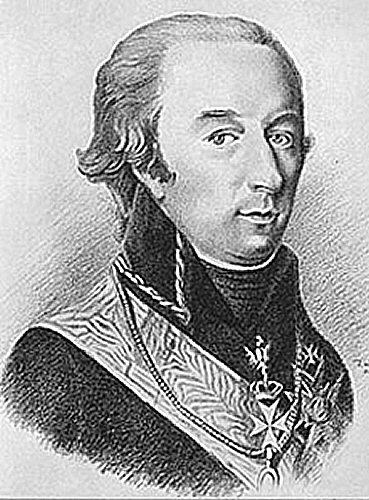
Carl Olof Cronstedt

Carl Olof Cronstedt, o Velho (3 de outubro de 1756 - 7 de abril de 1820) foi um comandante naval sueco responsável pela esmagadora vitória sueca na Segunda Batalha de Svensksund, uma das maiores batalhas navais da história. Ele é muitas vezes mais lembrado, no entanto, como o comandante da fortaleza de Sveaborg (em finlandês: Suomenlinna) durante a Guerra Finlandesa em 1808-1809, que foi travada entre a Suécia e a Rússia Imperial, e terminou com Cronstedt entregando a fortaleza.